# Choix des plus belles fleurs

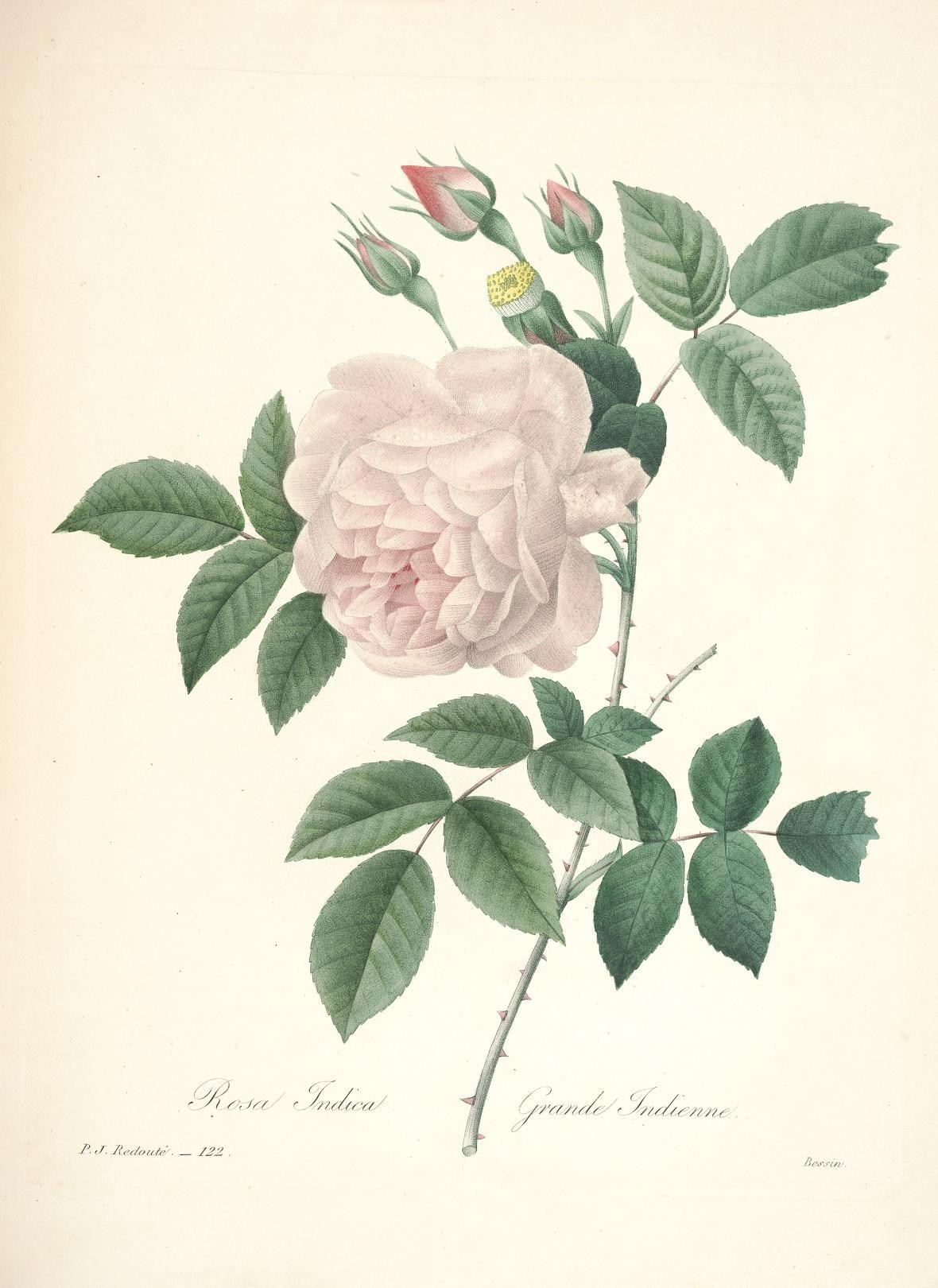
Un grabado de ”Choix des plus belles fleurs” por Pierre-Joseph Redouté

Choix des plus belles fleurs o Selección de las flores más bonitas o Selección de las más bellas flores y algunas ramas de los más hermosos frutos es un libro de dibujos de acuarela por el artista francés Pierre-Joseph Redouté. Tiene 144 dibujos en placas de cobre en la reproducción del color.
El título completo en francés es "Choix des más las bellezas Fleurs et quelques de las ramas de las frutas más bellas. Dedie à LL. AA. RR. Les princesses Louise et Marie d'Orléans (1827)". Una edición en folio se imprimió con páginas a color en París en 1827.
A partir de mayo de 1827 hasta junio de 1833 144 páginas especiales se imprimieron con imágenes. El trabajo consistía en 36 partes, cada una de las cuatro contenían imágenes de flores, árboles de flores o frutas.
Redouté era la mitad de un siglo de trabajo como profesor de arte para las reinas y princesas francesas. Se dedicó el libro de hermosas flores y frutos a sus alumnos las princesas Louise y Marie Christine d’Orléans.

## Más imágenes

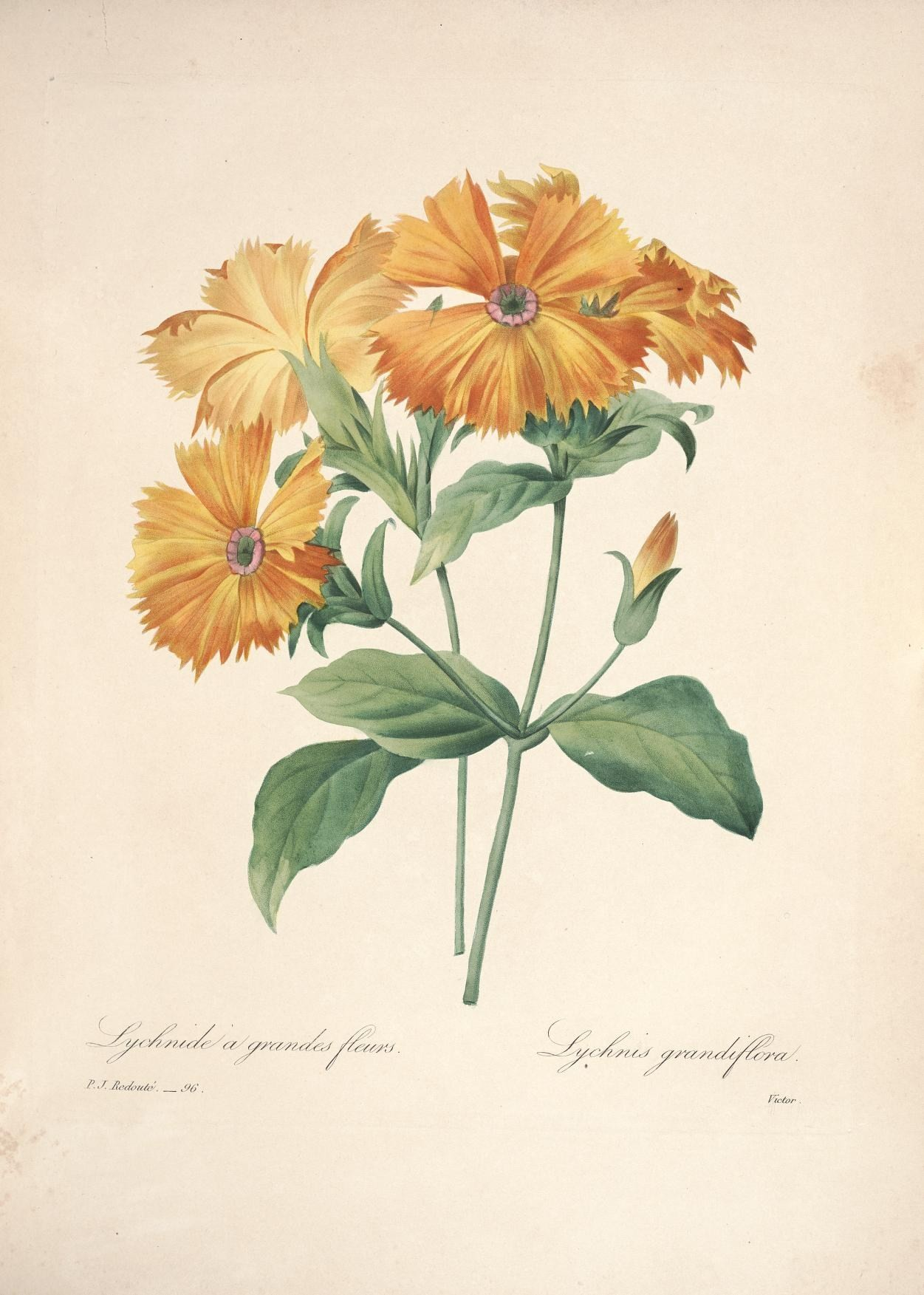
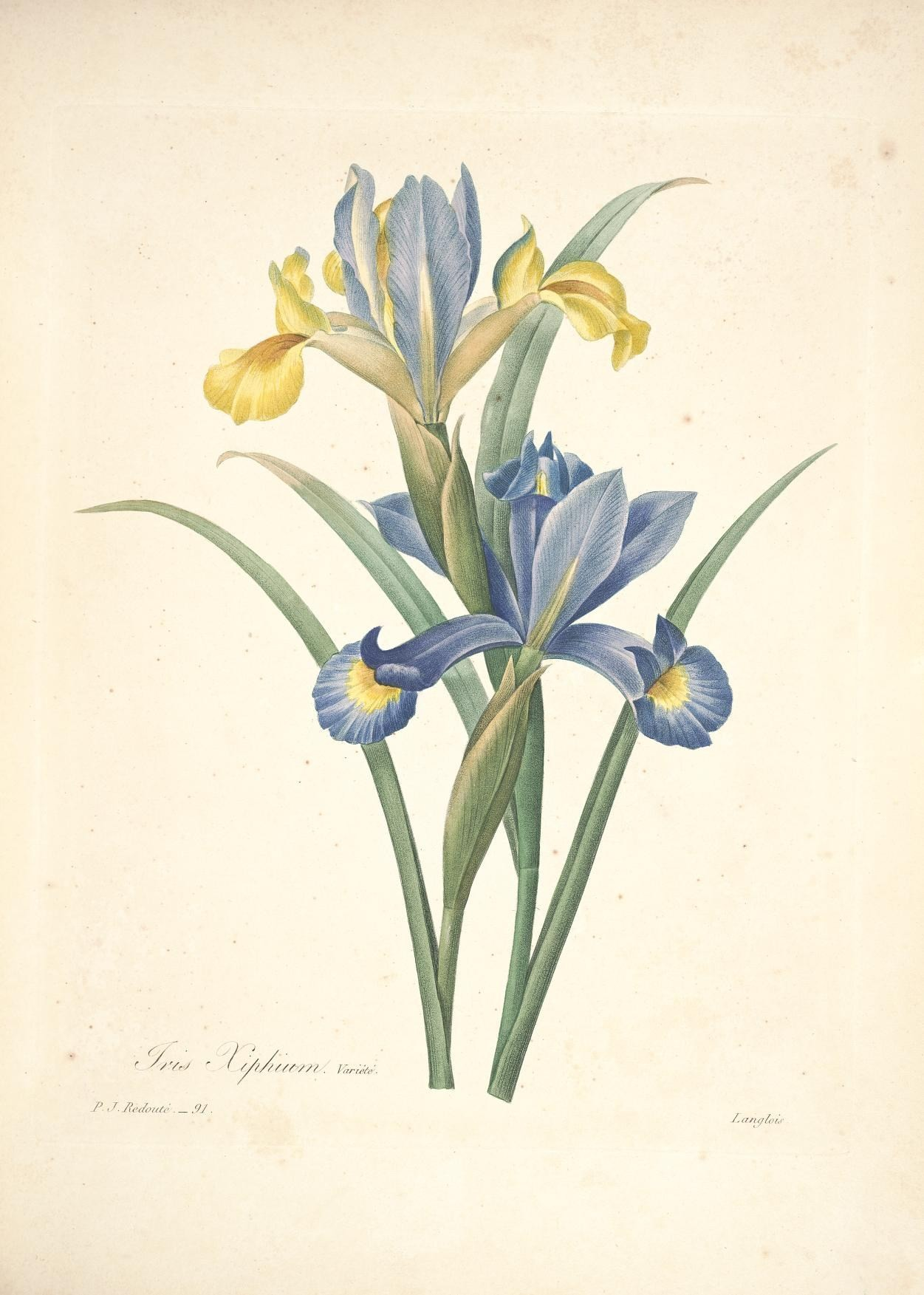
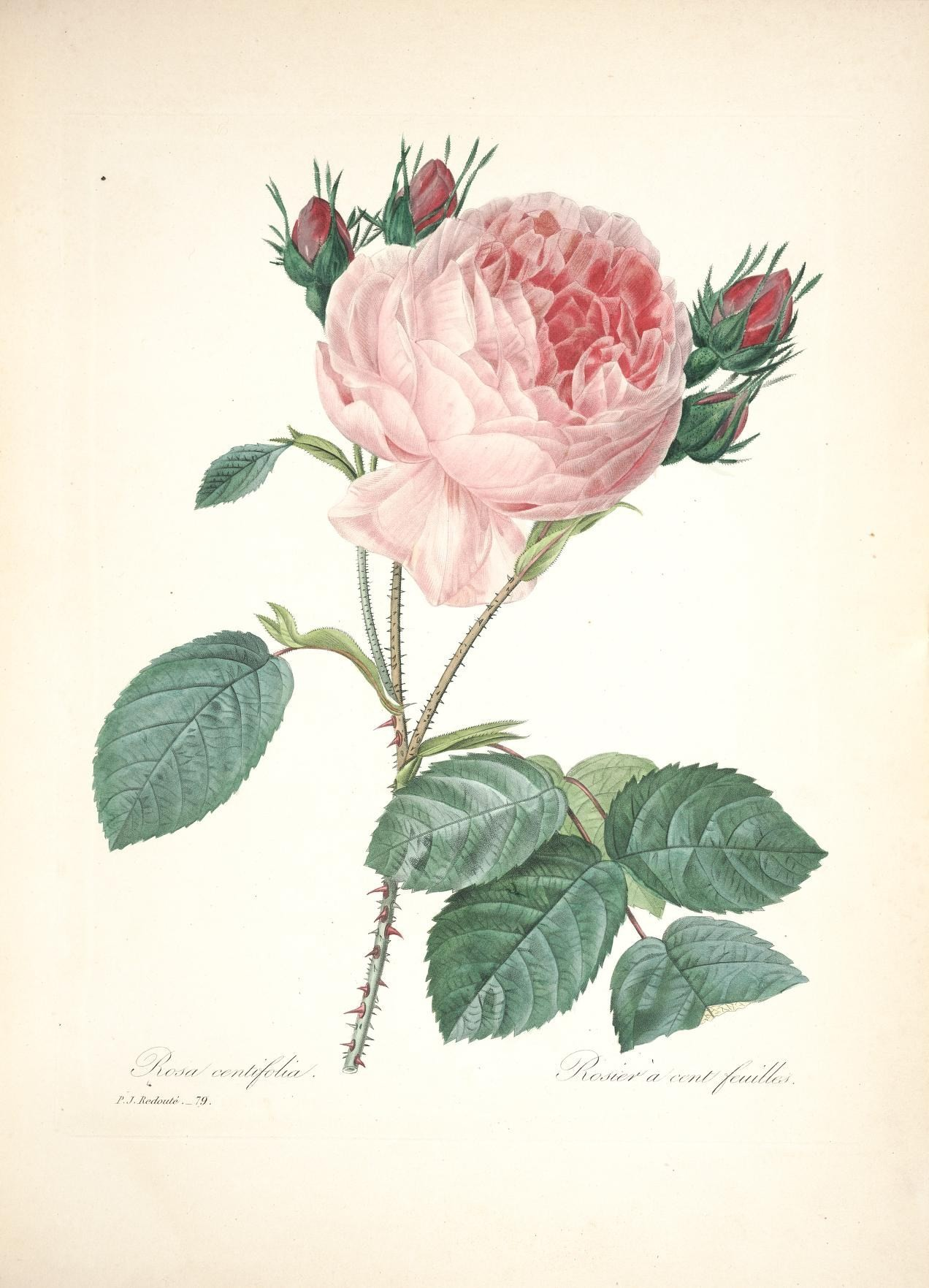
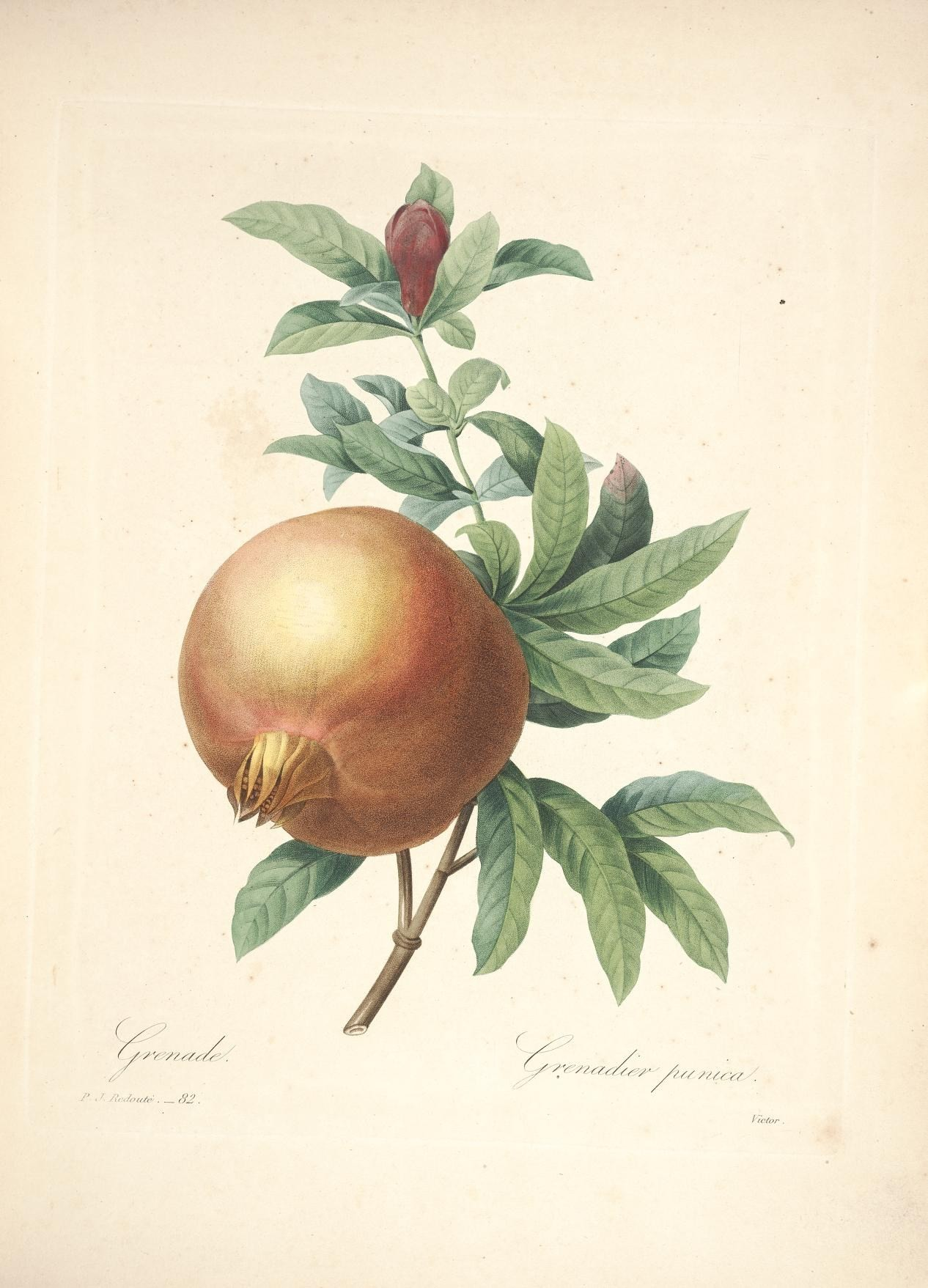
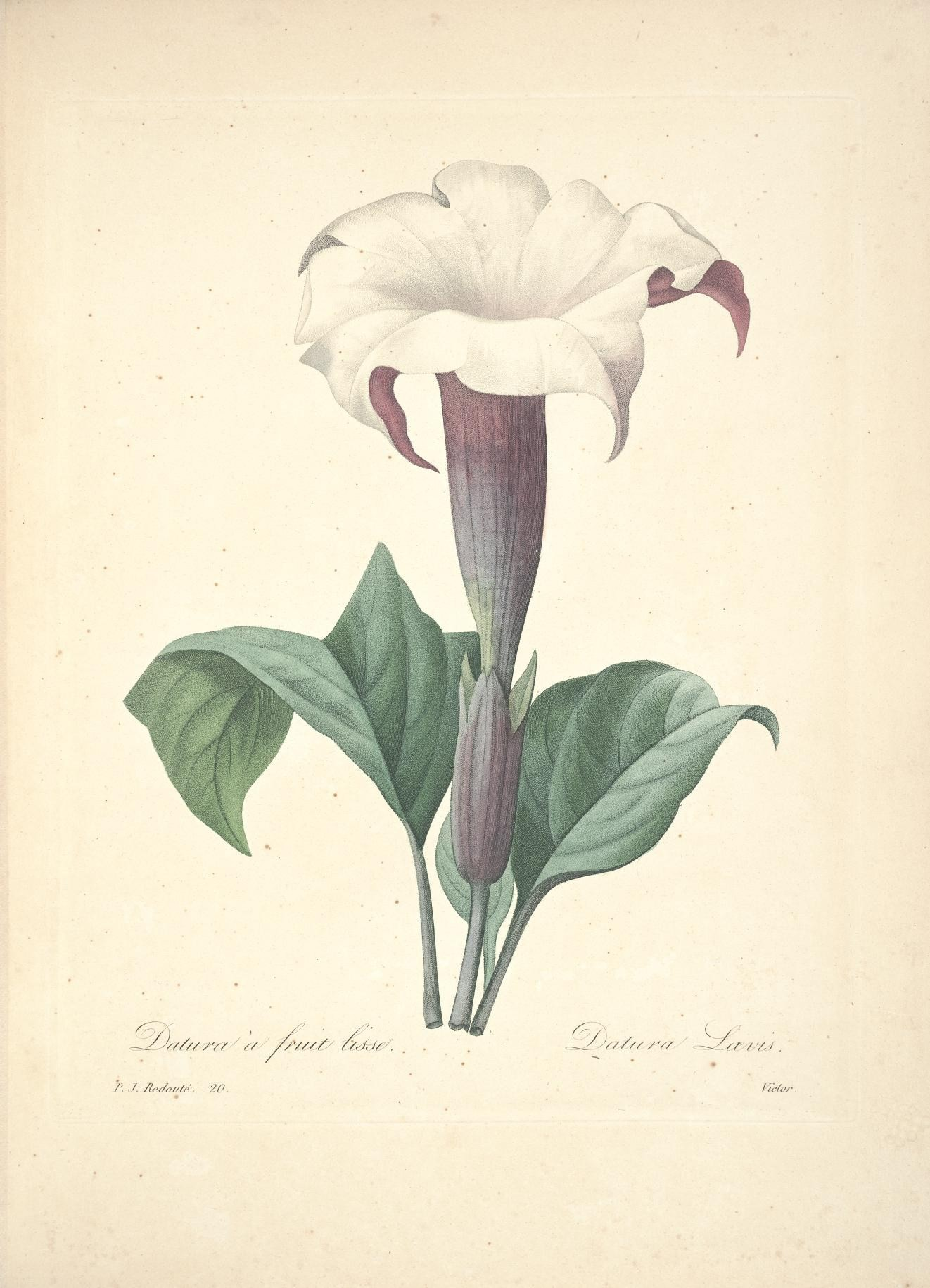
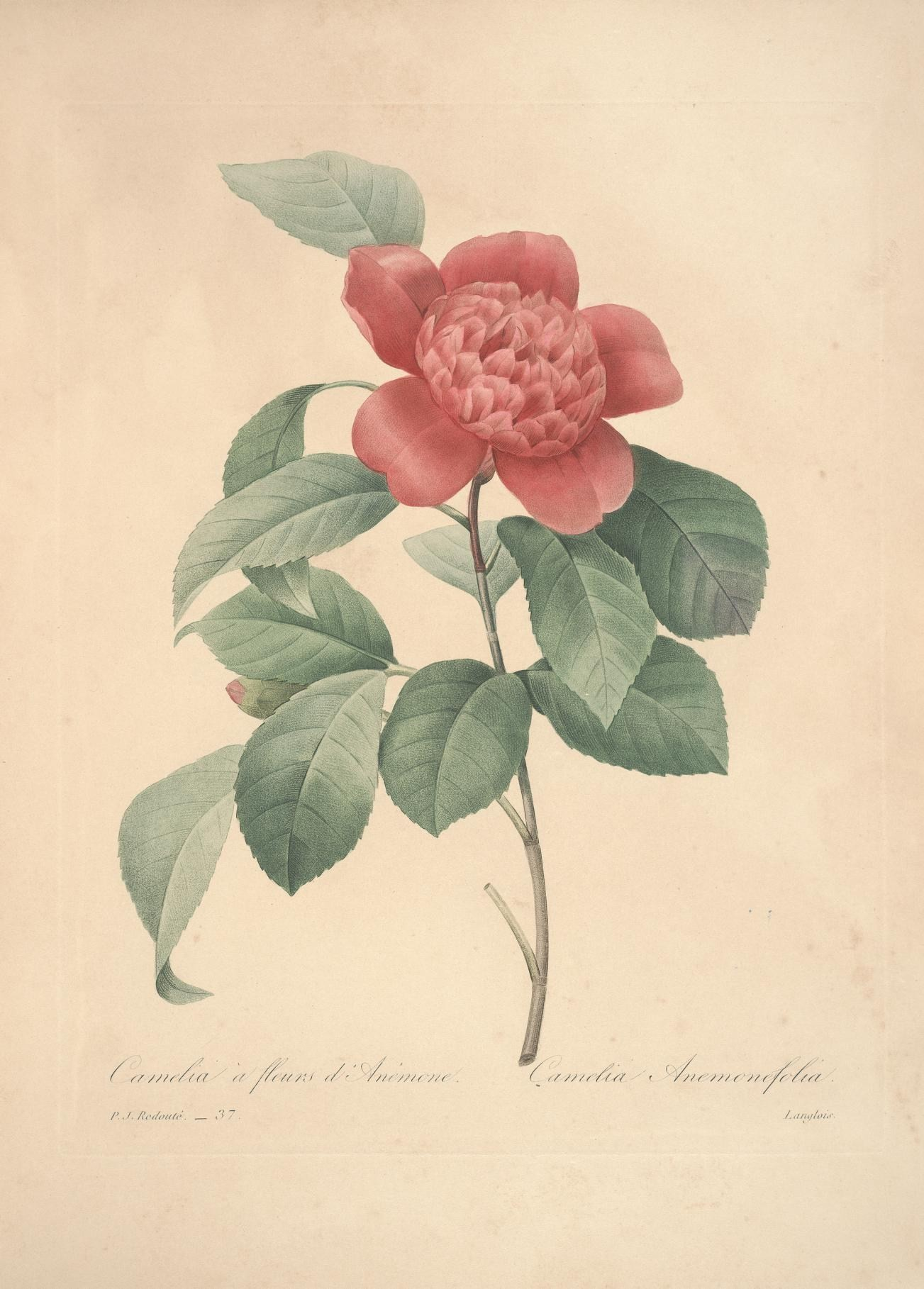
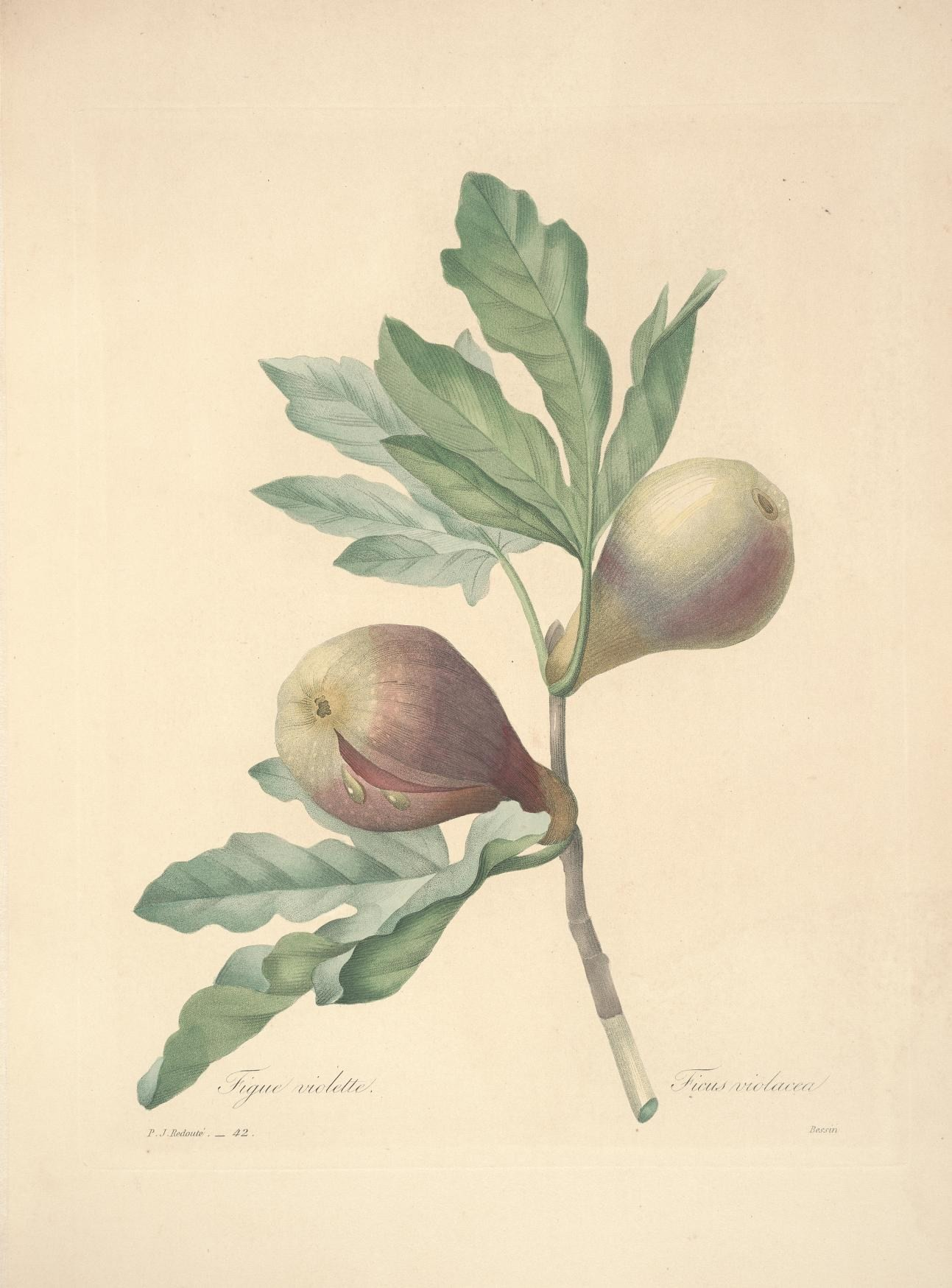
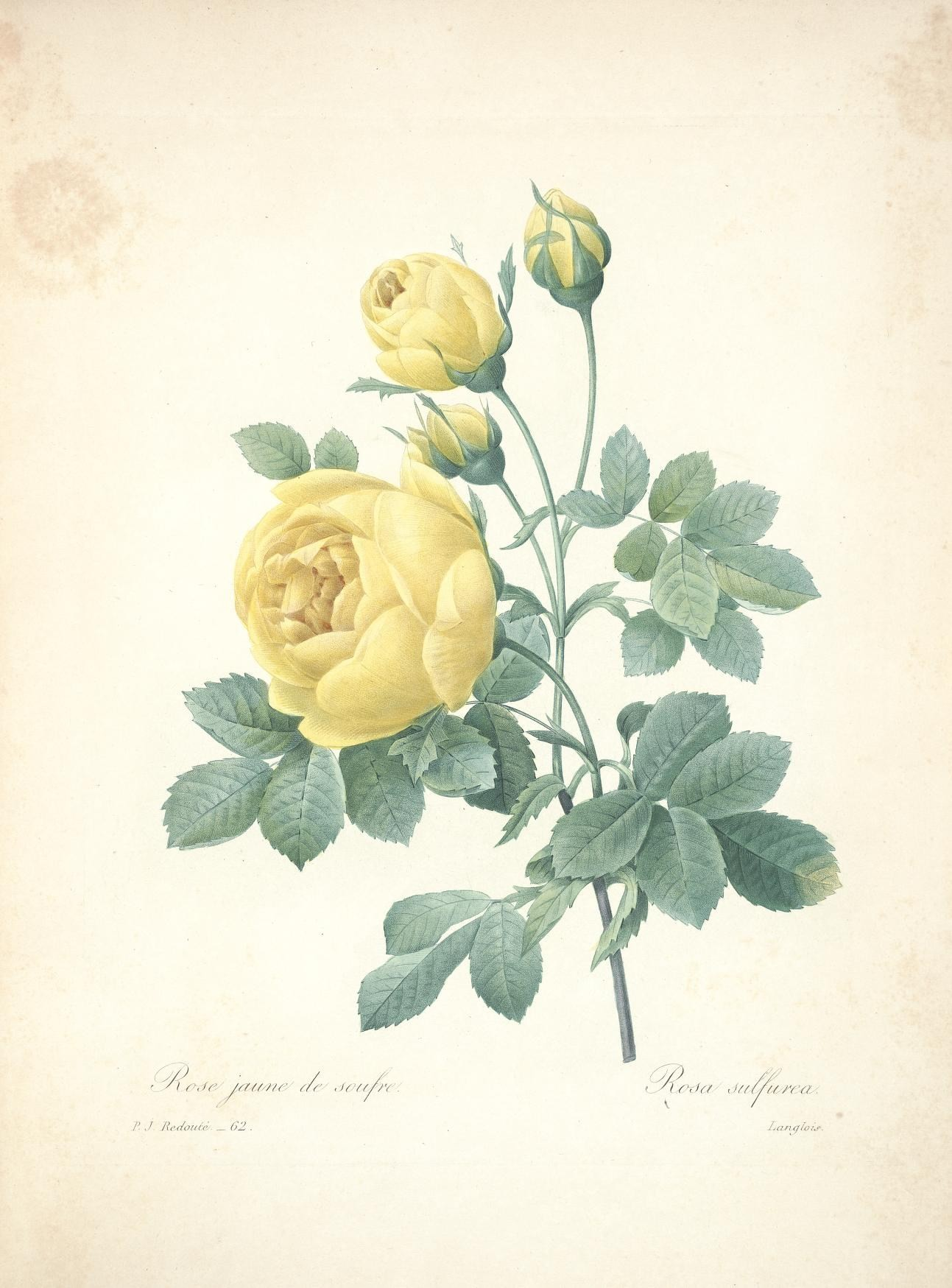
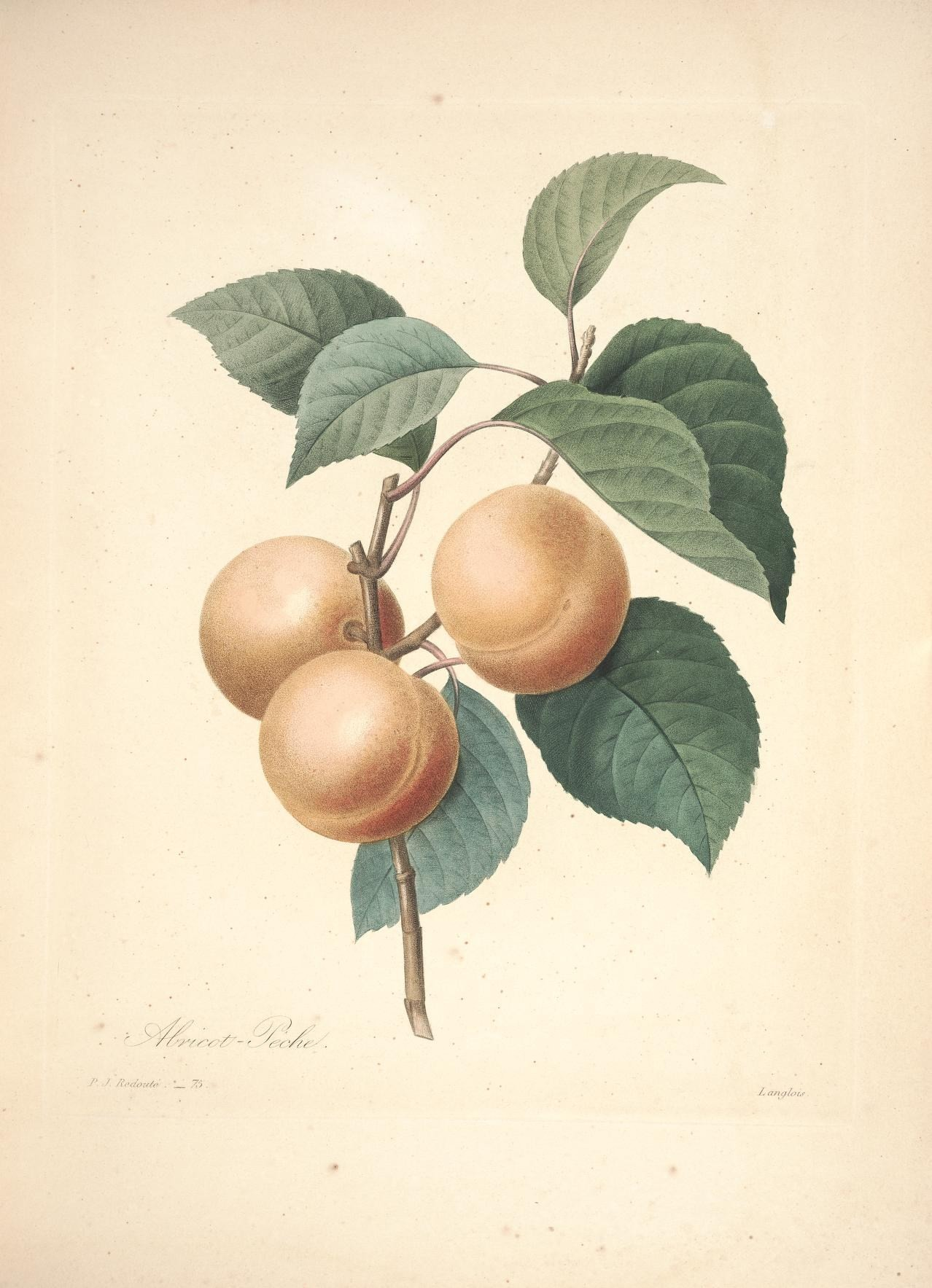
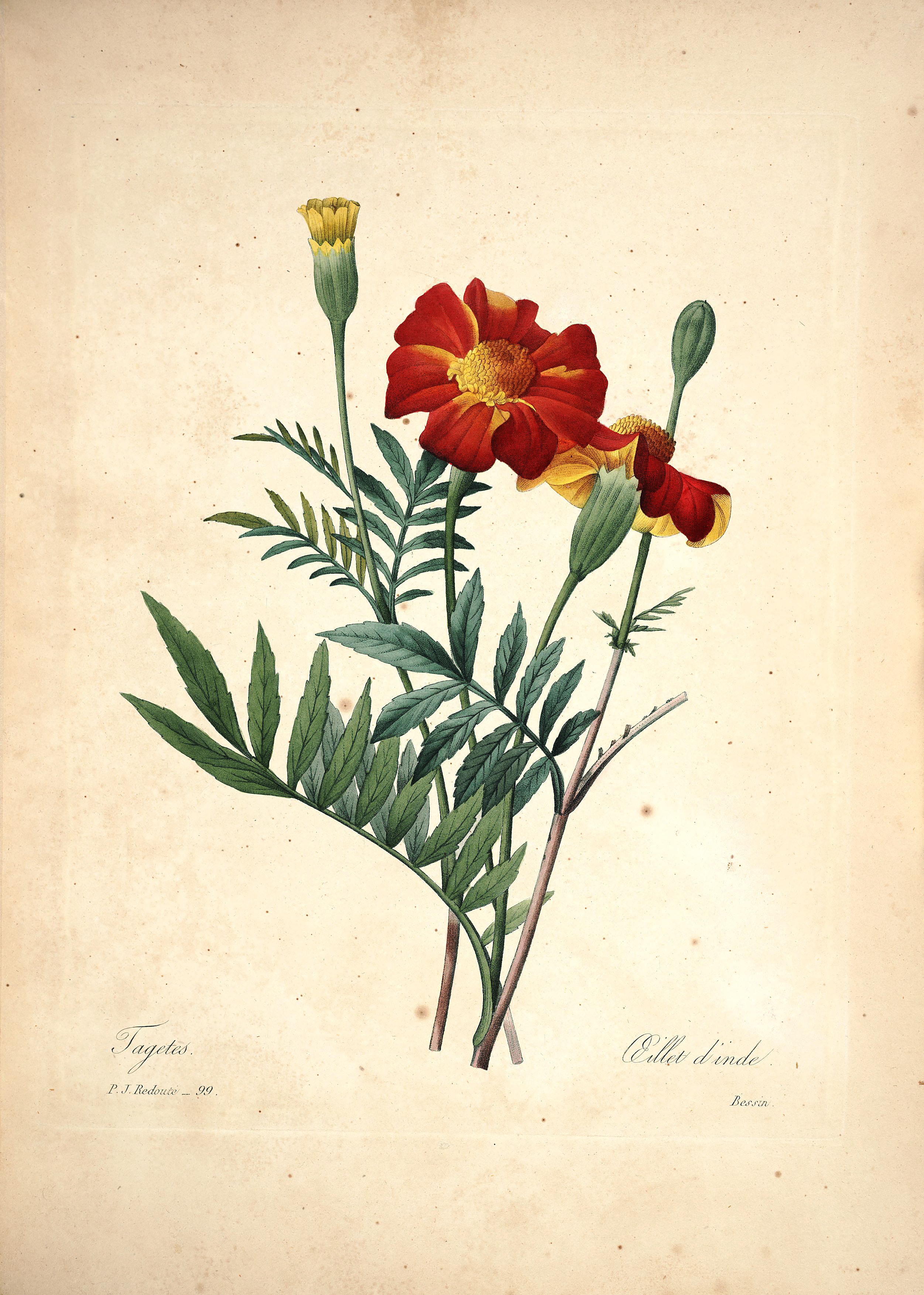
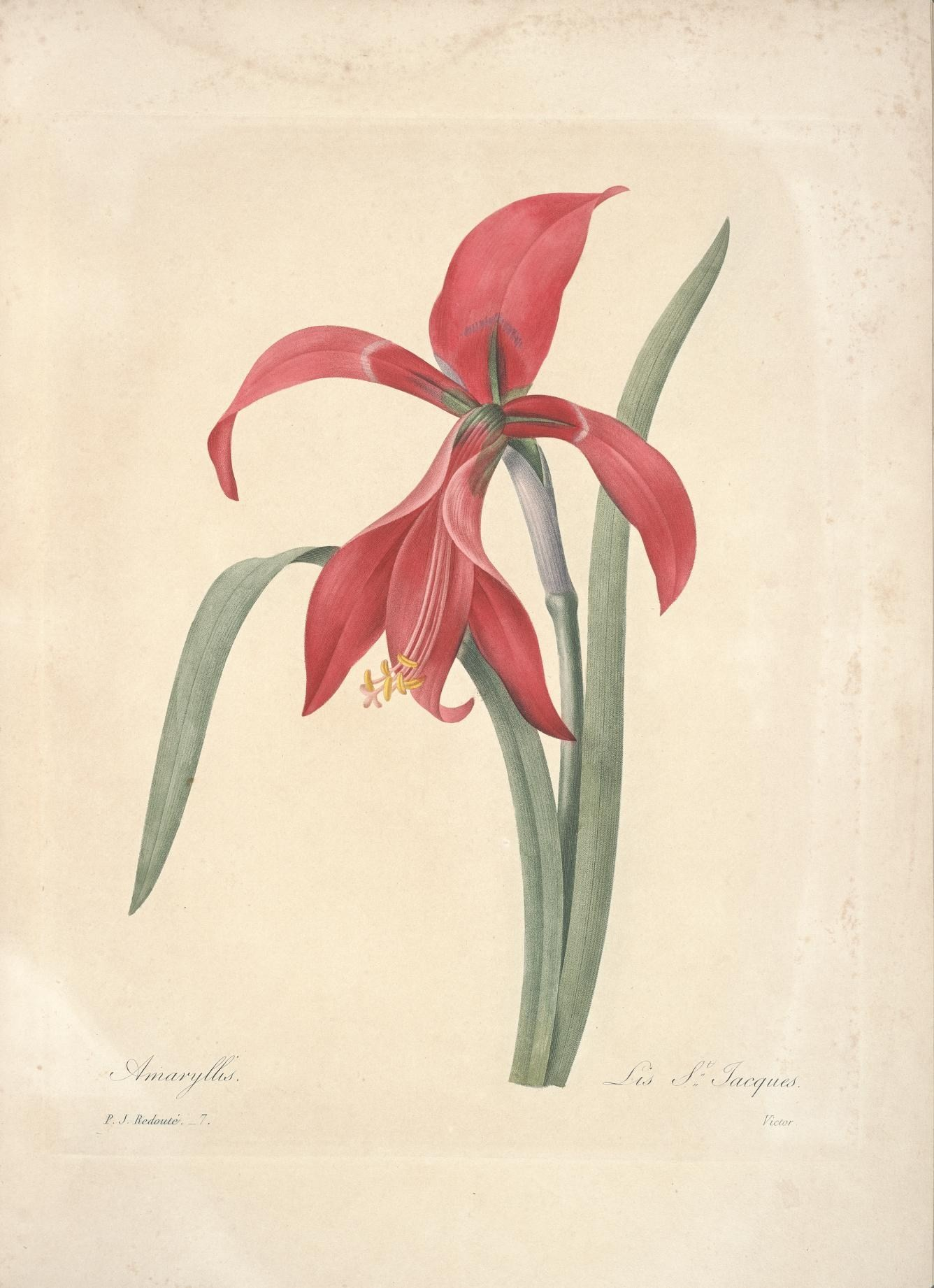
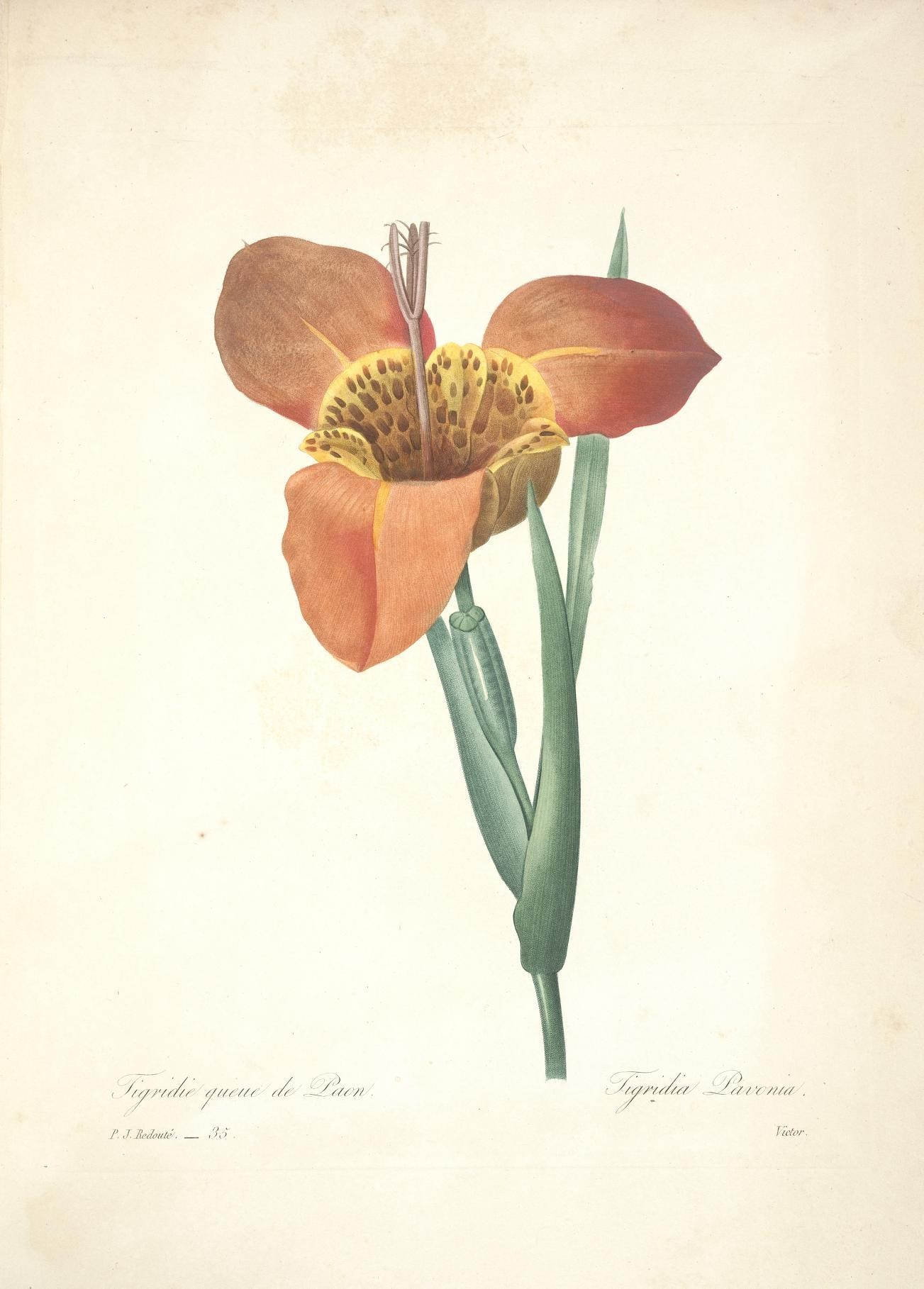

- Datos: Q22284289
- Multimedia: Choix des plus belles fleurs / Q22284289